# Muros, A Coruña

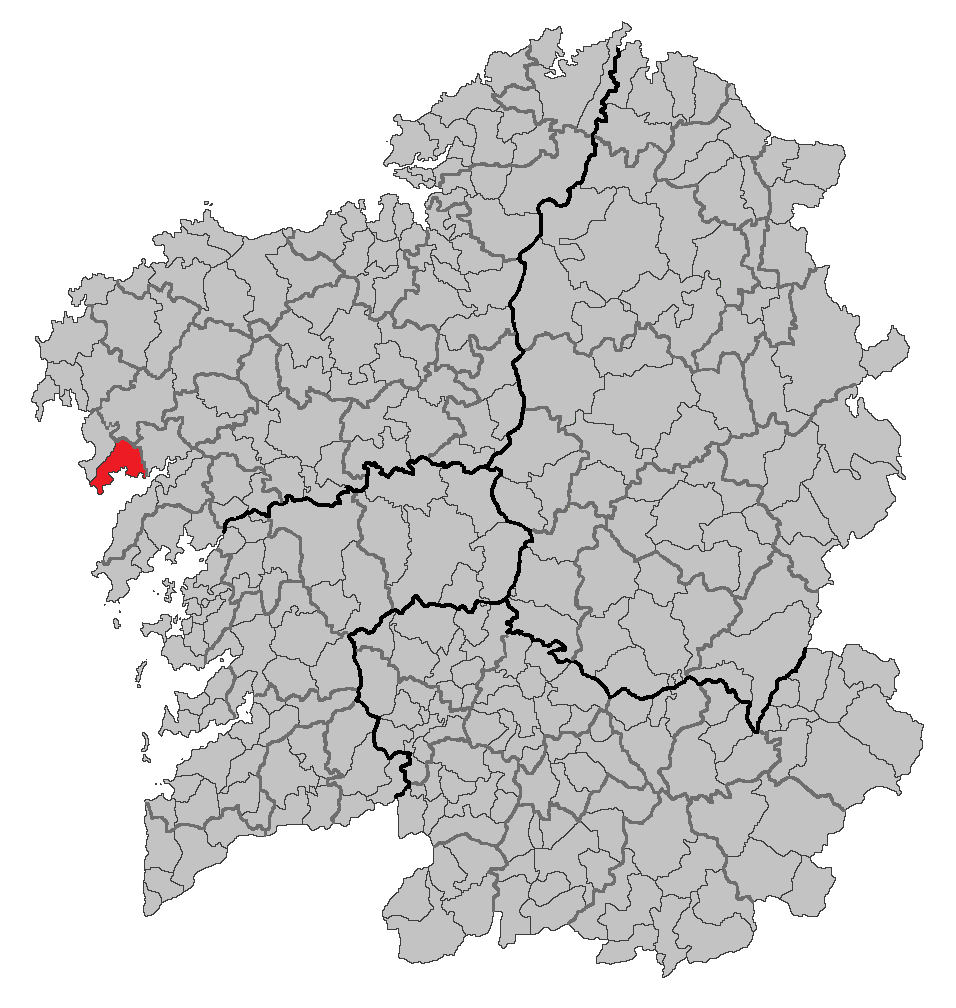
Vị trí của Muros in Galicia.

Muros là một đô thị của Tây Ban Nha ở tỉnh A Coruña trong cộng đồng tự trị của Galicia. Dân số là 10156 (Spanish 2001 Census), diện tích là 73 km².